# Godgaf Dalle
Godgaf Dalle (Sint-Joris (Nieuwpoort), 19 juli 1920 - Nieuwpoort, 27 augustus 1999), ook Dieudonné of Deodatus genoemd, was een Belgisch historicus en geschiedenisleraar.

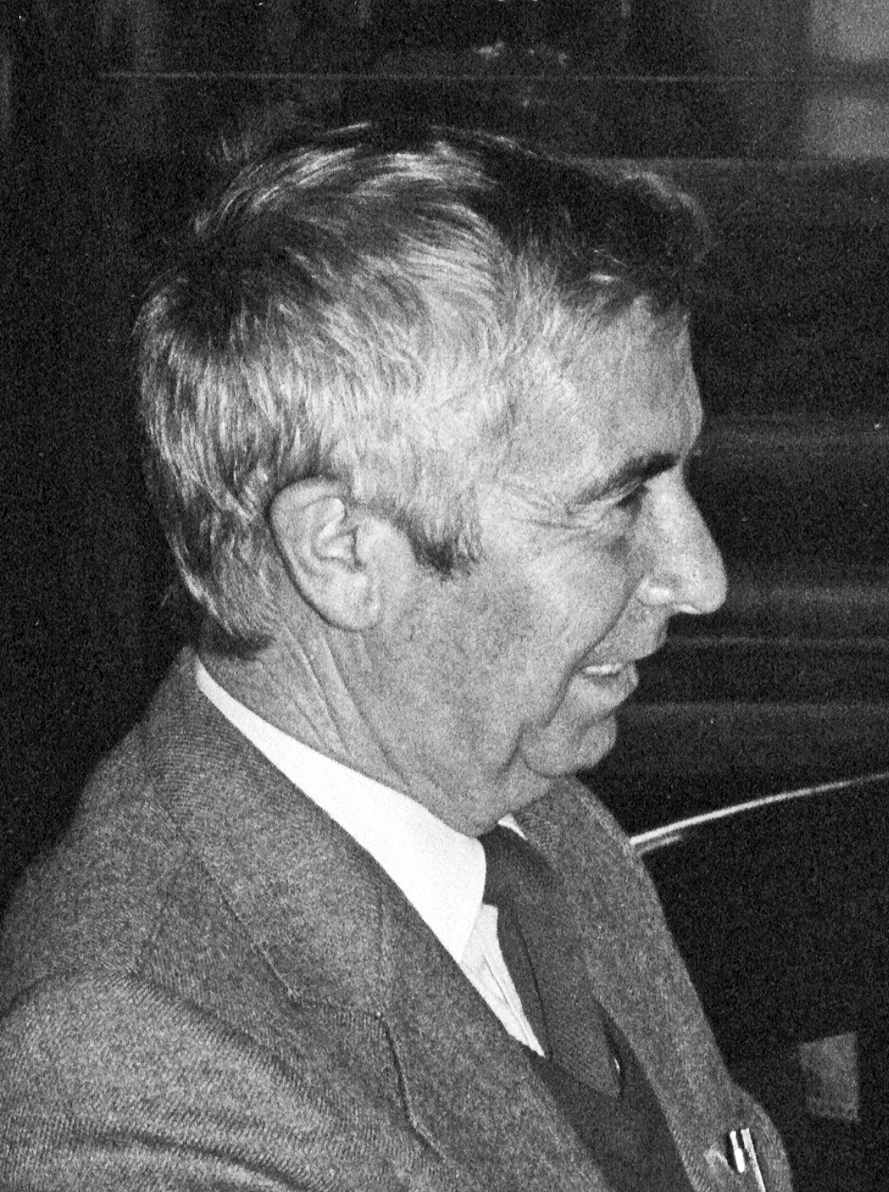
Godgaf Dalle

## Levensloop
Godgaf Dalle behaalde in 1943 het diploma van licentiaat geschiedenis aan de Rijksuniversiteit Gent met de licentiaatsverhandeling "Het ontstaan van het waterwegennet in Vlaanderen in de eerste helft der 17e eeuw (Gent-Brugge-Oostende)" (promotor: prof. dr. Hans Van Werveke). In 1959 doctoreerde hij met grote onderscheiding aan de Gentse universiteit met een verhandeling over "De bevolking van Veurne-Ambacht in de 17e en 18e eeuw". Die studie werd in 1963 bekroond door de Koninklijke Vlaamse Academie van België voor Wetenschappen en Kunsten.
Dalle werd bestuurssecretaris en vervolgens inspecteur op het ministerie van Ravitaillering, tot 1944. In 1947 behaalde hij het diploma van geaggregeerde hoger secundair onderwijs aan de Gentse universiteit. Hij werd studiemeester aan het Koninklijk Atheneum Ottogracht in Gent. Vanaf 1949 was hij leraar geschiedenis aan het Koninklijk Atheneum van Veurne, wat hij bleef tot zijn pensionering in 1981.
Van 1957 tot 1961 was Dalle een van de ondervoorzitters van het OSGG (Oud-studenten Geschiedenis Universiteit Gent). Hij werd in 1970 lid van het bestuur van het Genootschap voor Geschiedenis te Brugge. In 1979 werd hij lid van de Vereniging 'Driekoningen' (Veurne-Ambacht) en in 1992 werd hij Ridder in de 'Orde van 't Manneke van de Mane'.
In 1990 werd hem een huldeboek aangeboden, Getuigen in Polderklei. Huldeboek dr. historicus Godgaf Dalle.
Dalle was gehuwd met Elza-Paula Lewyllie (Ronse, 9 januari 1920 - Veurne, 9 juli 2010). Ze hadden een dochter.

## Publicaties

### Artikels
- De volkstelling van 1697 in Veurne-Ambacht en de evolutie van het Veurnse bevolkingscijfer in de XVIIde eeuw, in: Handelingen van het Genootschap voor Geschiedenis te Brugge, 1953, blz. 97-130 en 1954, blz. 18-54.
- Pachten en bevolkingsgroepen te Veurne in 1701, in: idem, blz. 140-149.
- Een nieuwe 'maniere van onderwijzen' te Veurne (anno 1792), in: idem, 1960, blz. 247-250.
- Taalverschuivingen in West-Vlaanderen in de zeventiende en achttiende eeuw, in: idem, 1961, blz. 87-92.
- Landbouwbedrijven in het Ieperse in 1595, blz. 240-247.
- De bevolking van de stad Veurne in de 17de-18de eeuw, in: idem, 1969, blz. 49-139.
- Pater Jacobus Clou en de stichting van de sodaliteit van de gekruisigde zaligmaker, de kruisweg en de boeteprocessie te Veurne, in: idem, 1977, blz. 1-113.
- Nieuwpoort 1576-1601. Topografie van armoede en rijkdom, in: idem, 1987, blz. 191-258 en 1988, blz. 153-179.

### In boekvorm
- Historiek van het Koninklijk Atheneum te Veurne (1851-1951), Gent, 1951.
- De bevolking van Veurne-Ambacht in de 17de en de 18de eeuw, Brussel, 1963.
- Gids voor Veurne-Ambacht, Antwerpen, 1981.
- Jeanne Panne, de heks van Nieuwpoort, Nieuwpoort, 1985.